# Ljus skorpionslända
Ljus skorpionslända (Panorpa cognata) är en näbbsländeart som beskrevs av Jules Pièrre Rambur 1842. Ljus skorpionslända ingår i släktet Panorpa och familjen skorpionsländor. Arten är reproducerande i Sverige. Inga underarter finns listade i Catalogue of Life.

## Bildgalleri

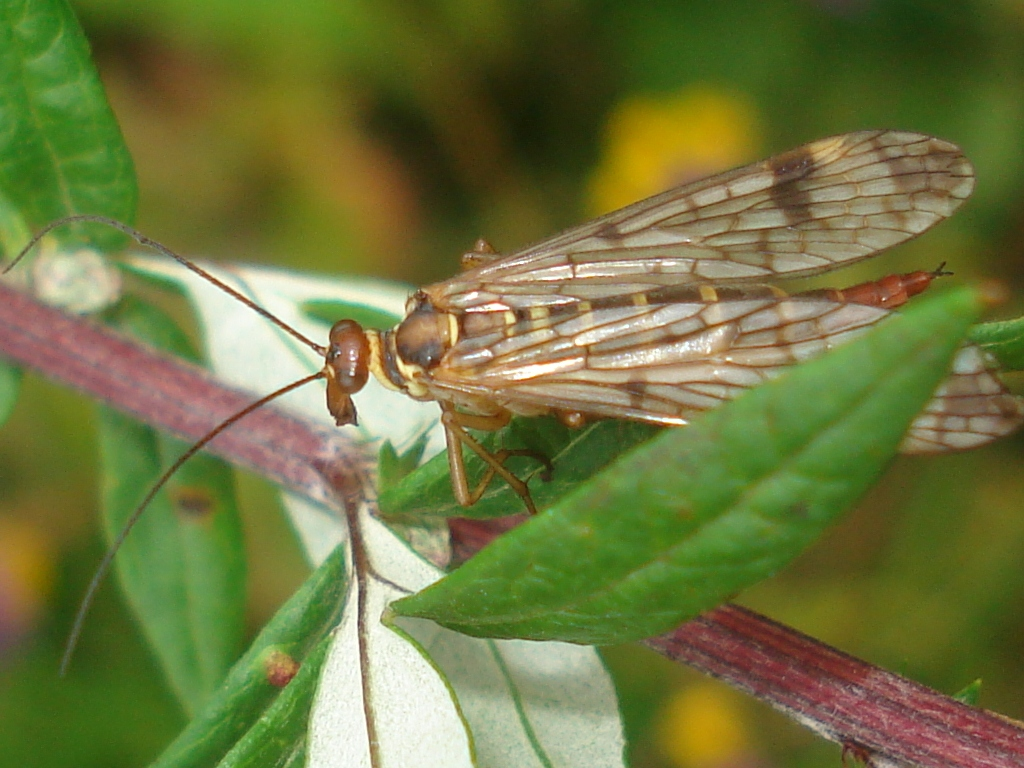
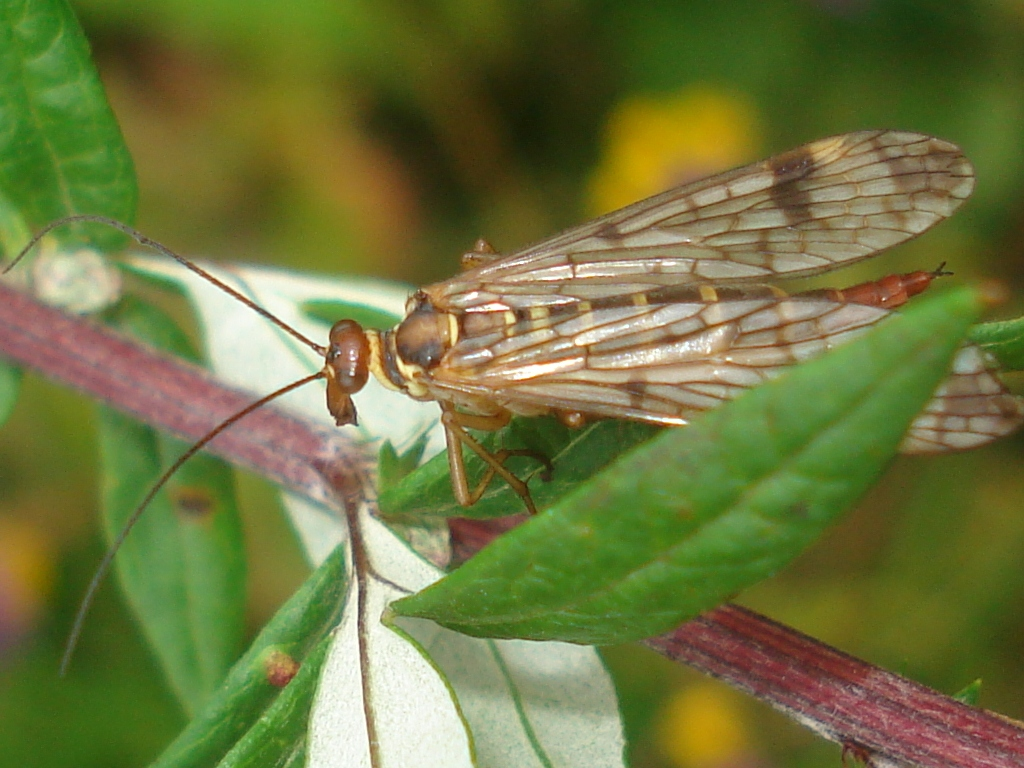